# Metacirolana fornicata
Metacirolana fornicata är en kräftdjursart som först beskrevs av Boris Vladimirovich Mezhov 1981.  Metacirolana fornicata ingår i släktet Metacirolana och familjen Cirolanidae. Inga underarter finns listade i Catalogue of Life.